# Супер, Левенте
Левенте Супер (венг. Szuper Levente; 11 июня 1980, Будапешт, Венгрия) — венгерский хоккеист, вратарь.

## Карьера
Начинал свою карьеру в Венгрии, но еще в юниорском возрасте уехал в Германию, откуда его пригласили в Северную Америку. В составе «Оттавы Сиксти Севенс» венгерский голкипер побеждал Мемориальном кубке. Выбранный на драфте «Калгари Флэймз» Супер выступал в системе этого клуба. Вместе с фарм-командой «Сент-Джон Флеймз» он завоевывал Кубок Колдера, однако за основу в НХЛ вратарь не провел ни одной игры.
Вернувшись в Европу, Левенте Супер много лет выступал за коллективы из Венгрии, Италии, Германии и Швеции. В 2010 году в возрасте 30 лет он предпринял новую попытку заиграть за океаном, подписав контракт с командой CHL «Аризона Сандогз». Позднее в рамках обмена перешел в «Миссури Маверикс». В январе 2012 года венгр его покинул расположение и пополнил состав казахстанского «Арыстан» из Темиртау.
После окончания карьеры стал работать сокомментатором на матчах НХЛ на венгерском телевидении. Также занимается тренерской и административной работой в венгерских хоккейных клубах.

### В сборной
В составе сборной Венгрии Левенте Супер выступал на нескольких Чемпионатах мира в низших лигах, а также в элитном дивизионе в 2009 году. На нем вратарь провел три матча.

## Достижения
- Обладатель Кубка Колдера (1): 2000/01.
- Обладатель Мемориального кубка (1): 1998/99.
- Чемпион Венгрии (2): 1996/97, 2008/09.
- Победитель Первого дивизиона чемпионата мира по хоккею с шайбой (1): 2008.